# Galizes
Galizes e Vendas de Galizes formam uma aldeia do interior de Portugal que dista 7 km da sede de concelho (Oliveira do Hospital) e 3 km da sede de freguesia (Nogueira do Cravo). Até 1836 era uma freguesia pertencente ao concelho, extinto nesse ano, de Nogueira do Cravo, tendo sido incorporada na freguesia desta aldeia.
A referência mais antiga a Galizes encontra-se documentada na Carta de Couto de Lourosa de 1132.
O topónimo Galizes pensa-se ser uma designação étnica, sinónimo de Galegos, seria a terra povoada por Galegos. O topónimo Vendas designa o lugar onde se faziam vendas ou mercado à beira da estrada, trata-se, portanto, de um topónimo viário.
As Vendas de Galizes, no século XIX, eram um ponto de paragem e descanso das diligências que faziam a ligação entre Guarda e Coimbra.
É atravessada pelo ribeiro Ribelas, conhecido localmente como o Ribeiro de Galizes, que é um afluente do rio Mondego.
Em 1668 foi fundada, pelo Padre Dr. João Álvares Brandão (natural da povoação), Vigário Geral do Bispado de Coimbra, a Santa Casa de Misericórdia local com o objectivo de cumprir as 14 Obras de Misericórdia, concretizadas na protecção e apoio aos órfãos e peregrinos e na prestação de serviços religiosos.

## Património
O granito está muito presente, tanto no casario mais antigo como no património histórico. A Santa Casa da Misericórdia é proprietária de parte importante do património histórico. São exemplo disso a Igreja da Misericórdia, construída em 1670 (doação do Padre Dr. João Álvares Brandão). Edifício que conserva a frontaria primitiva, mas a torre, com o corpo e a capela-mor são de uma reforma do princípio do século XIX; o campanário, que pertencia à antiga igreja de freguesia; e o Cruzeiro em granito que se situam no adro da igreja.
O calvário que se situa no ponto mais alto da aldeia é também um ponto de interesse pela sua beleza paisagística. A "Procissão das Endoenças" era realizada todos os anos, em peregrinação a este ponto, na Quinta-feira Santa.
Nesta povoação existem sete fontanários, dois dos quais fontes de chafurdo.

## Equipamentos sociais
- Lar Residencial - Casa de Nossa Senhora da Visitação.

## Colectividades
- Santa Casa da Misericórdia de Galizes;
- Sociedade de Recreio e Cultura dos Povos de Galizes e Venda de Galizes.